# Krieg der Rossis

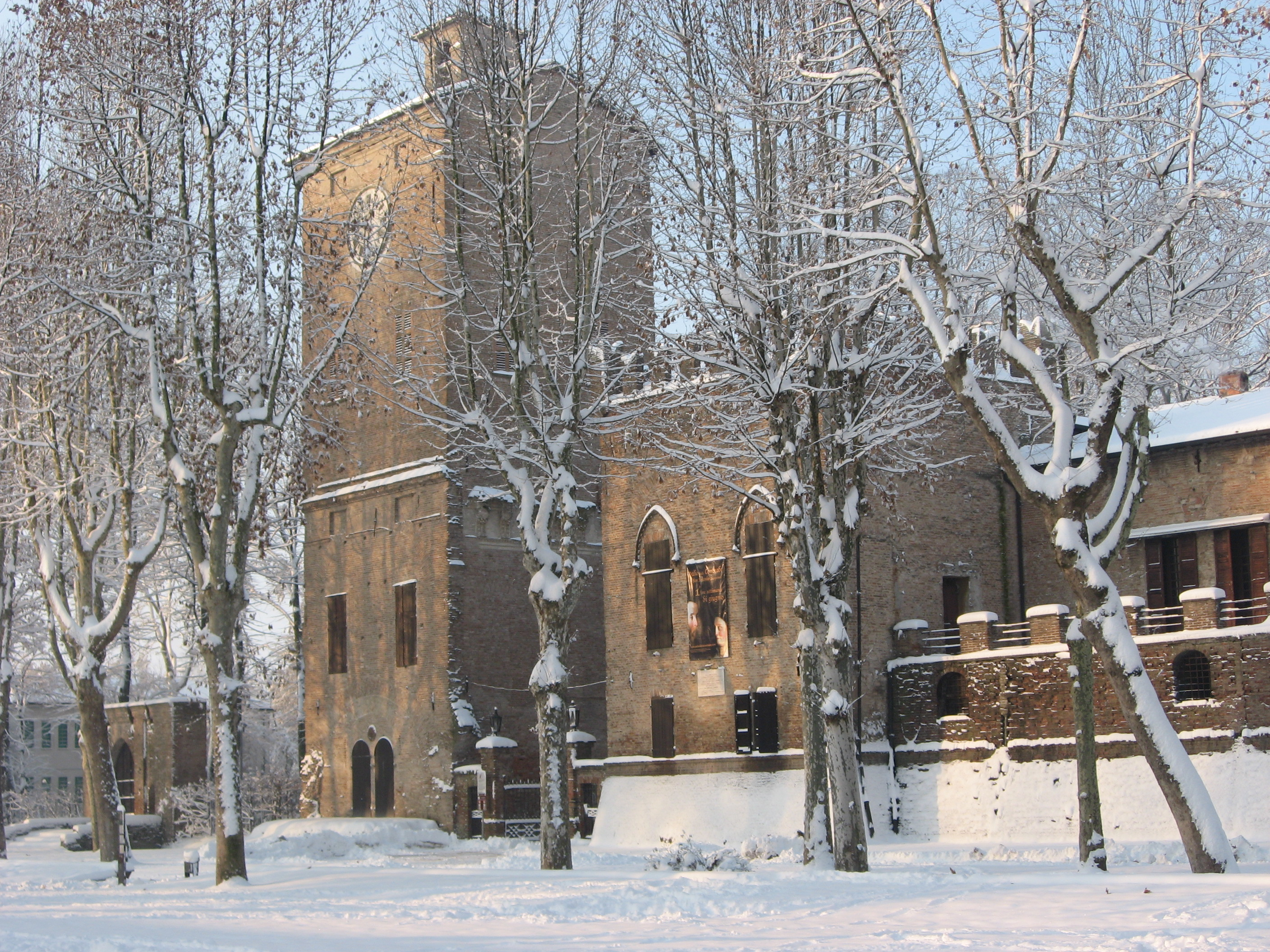
Rocca dei Rossi, die Residenz von Pier Maria II. de’ Rossi und wichtigste Festung in der Poebene

Der Krieg der Rossis (italienisch Guerra dei Rossi) war ein Konflikt zwischen den Rossi, die die Signoria von Parma stellten, und dem Herzog von Mailand. In dem zwischen 1482 und 1483 in Oberitalien ausgetragenen Krieg wurde der Herzog von Mailand Ludovico Sforza, genannt il Moro, von den mit den Rossi im Streit liegenden Geschlechtern der Sanvitale, der Pallavicini und der Da Correggio unterstützt, während die Rossi auf die Unterstützung der Republik Venedig bauen konnten. Der eineinhalb Jahre dauernde Konflikt band die Mailänder Truppen, so dass sie nicht in den zeitgleich ausgetragenen Krieg zwischen der Serenissima und den Este aus Ferrara eingreifen konnten.

## Vorgeschichte
Im 15. Jahrhundert hatten sich die Herren der Rossis zunehmend in der Umgebung von Parma ausgebreitet, insbesondere Pier Maria II. de’ Rossi, dem es gelang, sich auch dank der Freundschaft und Allianz mit Francesco I. Sforza, der zwischenzeitlich Herzog von Mailand geworden war, eine beherrschende Stellung zu verschaffen; er wurde sogar bei seinem Einzug in Parma 1470 als „Padre della Patria“ (dt.: Vater des Vaterlandes) gefeiert. Nach dem Tod des Herzogs Galeazzo Maria Sforza 1476 wurde Pier Maria in das regierende Triumvirat berufen, das die Herzogin Bona von Savoyen und den neunjährigen Herzog Gian Galeazzo Maria Sforza in der Verwaltung des Herzogtums Mailand unterstützte.

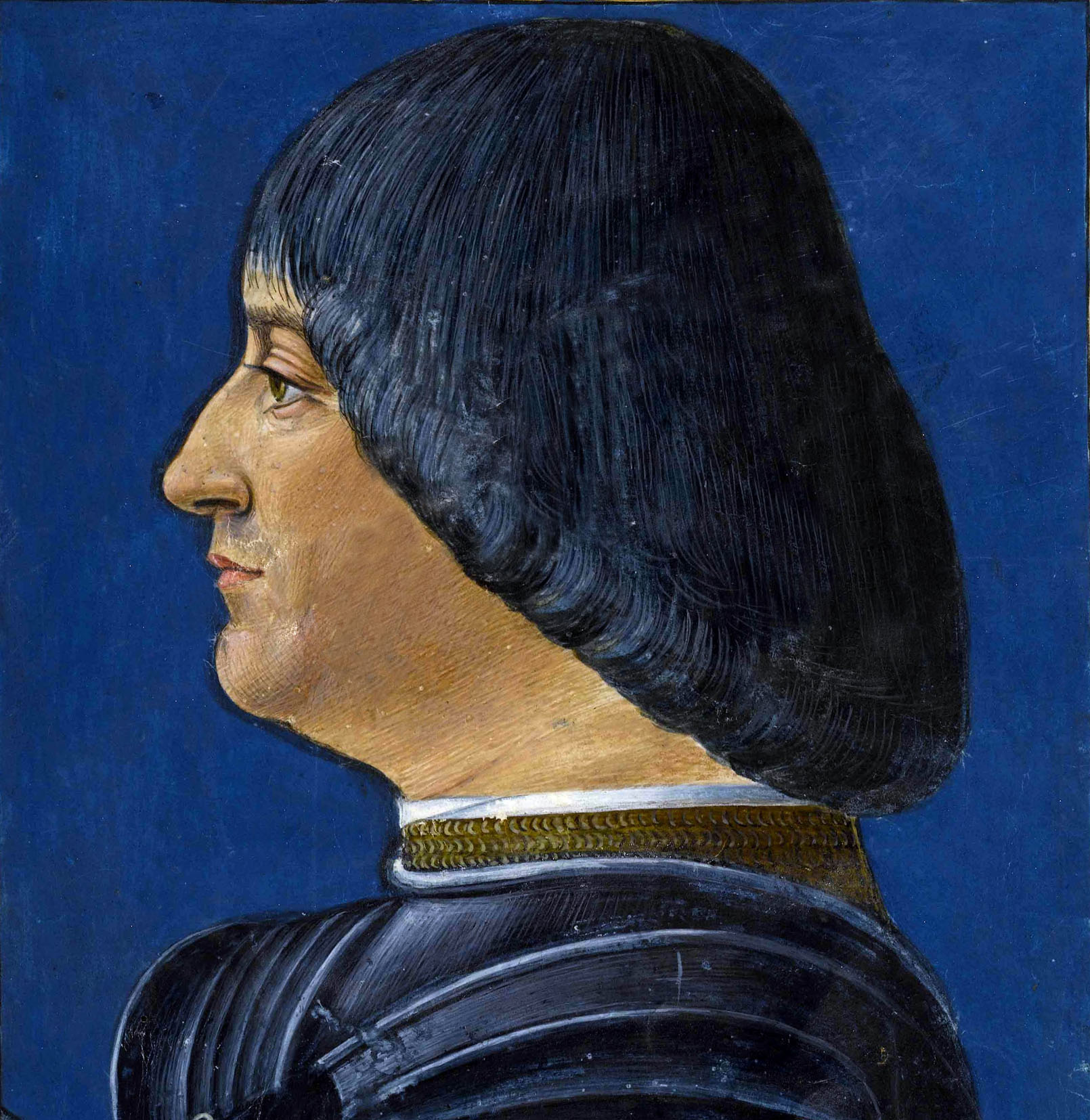
Ludovico il Moro

Die anderen Fraktionen in Parma, die in den vorhergehenden Jahrzehnten den überwältigenden Aufstieg von Pier Maria, befördert durch die bereits erwähnte Freundschaft mit Francesco Sforza, miterlebt hatten, beschlossen nach zahlreichen Streitigkeiten, wie der der Sanvitales um den Besitz der Burg von Noceto, die ihnen von Rossis abgenommen und nicht zurückgegeben worden war, sich miteinander zu verbünden, um auf den richtigen Moment zu warten, den unbequemen Rivalen loszuwerden. Die Gelegenheit bot sich 1479, als es Pallavicino Pallavicini, dem Todfeind Pier Marias, nach dem Staatsstreich von Ludovico il Moro und dem logischen Fall in Ungnade von Cicco Simonetta gelang, sich als Gouverneur des jungen Herzogs zu platzieren, tatsächlich jedoch als Mann des Vertrauens von Ludovico il Moro.
Wegen dieses Wechsels der Allianzen änderte sich die Politik der Sforzas 1480 radikal. Die erste Unhöflichkeit gegenüber den Rossis war die Gian Francesco Pallavicino erteilte Erlaubnis, die Siedlungen Stagno und Tolarolo zu kaufen, die direkt neben Roccabianca lagen, das den Rossis gehörte. So groß war die Empörung der Einwohner über dieses Zugeständnis, dass 25 Familien miteinander Tolarolo verließen und nach Roccabianca umzogen.
Es folgte dann der Ausschluss der Rossis aus dem Ältestenrat von Parma, der zusammen mit den fortgesetzten Gefälligkeiten, die Ludovico il Moro den Pallavicini gewährte, und der Einschüchterung der Anhänger der Rossis in der Stadt Pier Maria an die Möglichkeit denken ließ, gegen die herzogliche Autorität zu rebellieren.
Nachdem Roberto Sanseverino, der Herr von Colorno, zur Flucht gezwungen wurde, da er von den Mailändern zum Staatsfeind erklärt worden war, und in Venedig Zuflucht suchte, fand sich Pier Maria vollkommen isoliert und begann, sich heimlich aus den Provinzen Cremona und Mantua mit Waffen zu versorgen, um sich auf den unvermeidlichen Krieg vorzubereiten und war, wohlwissend, dass er mit seinen einsamen Kräften den Truppen der Sforzas nicht widerstehen könnte, seit 1481 überzeugt, die Allianz mit Venedig zu suchen, auch wenn die offiziellen Übereinkünfte dazu erst im April 1482 geschlossen wurden, als der Krieg bereits begonnen hatte.

## Der Krieg

### Frühphasen: Die erste Belagerung von San Secondo
Am 14. Februar 1482 teilt der Herzog von Mailand, Gian Galeazzo Maria Sforza, damals eine Marionette in den Händen von Ludovico il Moro, dem Ältestenrat in Parma sein Vorhaben mit, mit Waffengewalt gegen den Rebellen Pier Maria II. de’ Rossi vorzugehen, entschlossen, sofort aus Mailand 500 Infanteristen zu senden, um sich den bereits in der Provinz Parma auf Befehl von Costanzo I. Sforza und Sforza Secondo Sforza vorhandenen Truppen anzuschließen, und der Stadt Parma vorzuschreiben, 300 Infanteristen zur Verstärkung der herzoglichen Truppen anzuwerben. Ziel sei, San Secondo, wo Pier Maria II. de’ Rossi residierte, und Belagerung zu nehmen.
Nach einem Versöhnungsversuch, der von Pier Maria II. abgelehnt wurde, beendete Ludovico il Moro, der fortgesetzt von seinem Berater Pallavicino Pallavicini angestachelt wurde, das Moratorium und befahl, gegen die Besitzungen der Rossis in der Provinz Parma vorzugehen. Zu diesem Zweck bat er, weil er Costanzo I. Sforza, einen alten Freund von Pier Maria II., nicht traute, Gian Giacomo Trivulzio, einen Leutnant aus San Costanzo, mit allen Mitteln gegen Rossi vorzugehen, ihn in San Secondo einzuschließen und ihn in Haft zu nehmen, damit er der Justiz überantwortet werden könnte.
Dennoch begann Pier Maria II. in Kenntnis der sich entwickelnden Lage, stark nicht nur durch seine Truppen, sondern auch durch die Treue seiner Männer, die auf die verschiedenen Burgen in der Provinz Parma verteilt waren, mit einem hartnäckigen, vielleicht unerwarteten, Widerstand, wodurch er die herzoglichen Truppen in ernste Schwierigkeiten brachte und das Heer zwang, sich vom Lager an der Burg von San Secondo aufgrund der Verluste, die ihnen bei den dauernden Einsätzen der Verteidiger zugefügt wurden, zu entfernen.
Ludovico il Moro entschloss sich also, Costanzo I. Sforza zurückzurufen, und am 13. März übertrug er offiziell das Kommando über die Truppen, die in zwei Kontingente aufgeteilt waren, Gian Giacomo Trivulzio und Bergamino. Das erste Kontingent, das von Trivulzio, wurde zur Belagerung der Burgen im Appennin und zur Verwüstung der den Rossis getreuen Gebieten beordert, das zweite musste gegen die Burgen in der Ebene in derselben Weise vorgehen.

### Die Einnahme von Noceto

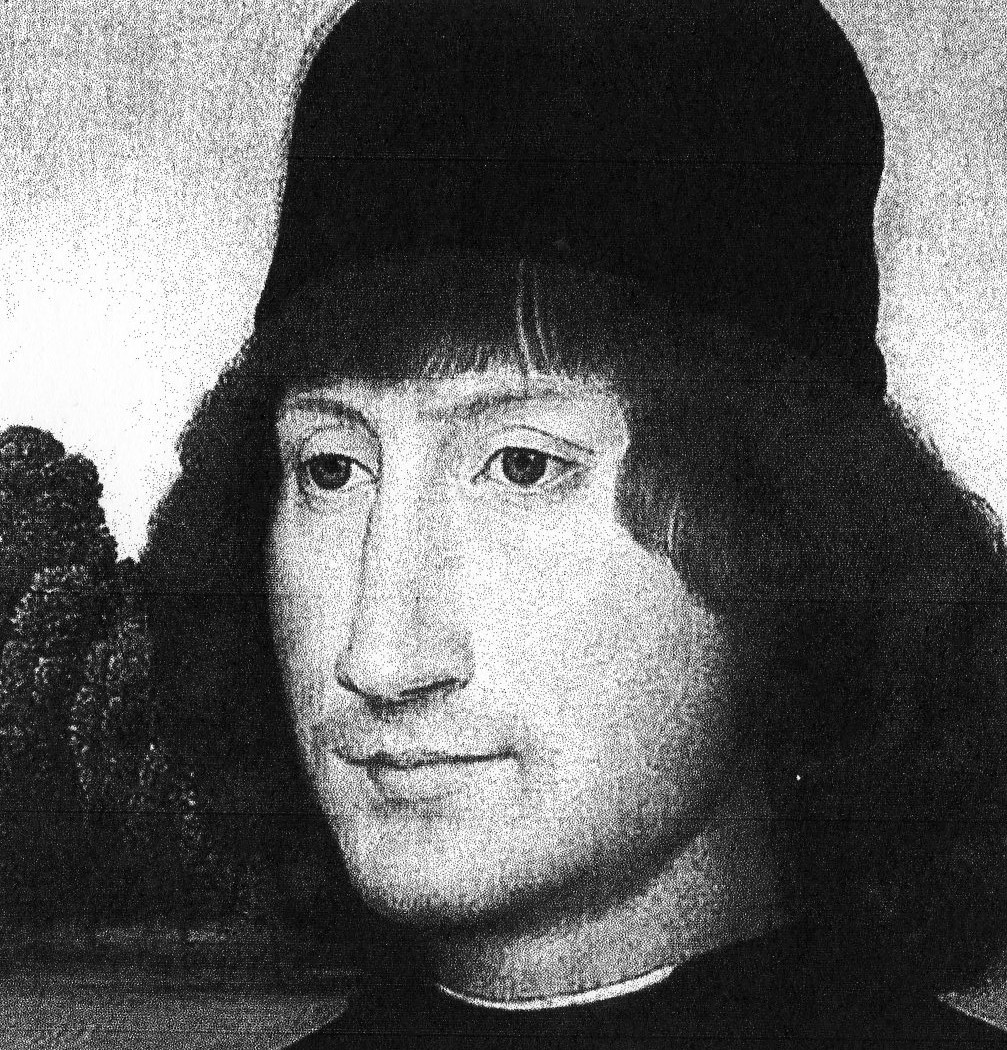
Sforza Secondo Sforza, Kommandant an der Spitze der herzoglichen Truppen

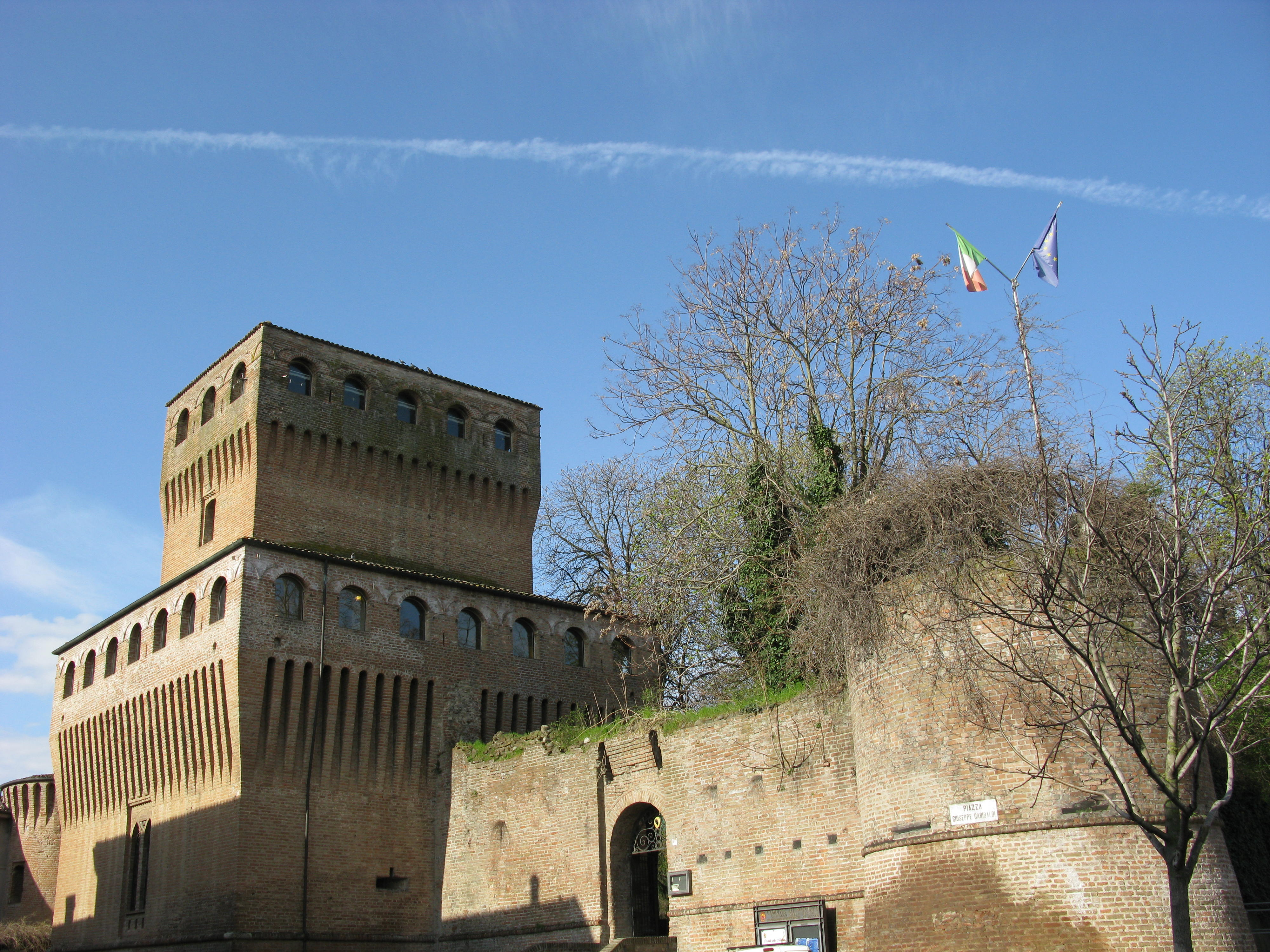
Rocca di Noceto

Die Soldaten von Truvulzio setzten zuerst die Burg von Noceto unter Belagerung, aber es gelang den Belagerten in einem fulminanten Ausfall, 24 Männer gefangen zu nahmen, darunter einige Kapitäne. Am 30. März schritt Trivulzio also zum Gegenangriff und änderte die Objektive: Er griff das Castello di Sant’Andrea vom gegenüber liegenden Ufer des Taro aus an, die im Feld besiegten Truppen der Rossis waren gezwungen, sich in der Burg zu verschanzen und, wenn der Regen nicht gewesen wäre, der den Boden rutschig machte, wäre es den Herzoglichen gelungen, im Schwunge des errungenen Sieges die Garnison in Besitz zu nehmen.
In der Zwischenzeit beschloss Ludovico il Moro, der ungeduldig auf schnelle Erfolge hoffte, am 4. April, Sforza Secondo Sforza als Generalkommandant für alle Truppen aus Parma zu ernennen. Um einen sehr guten General, wie Trivulzio, nicht zu verlieren, ernannte er ihn am 8. Mai zum Gouverneur von Parma.
Während dieser Wechsel in der Führung der Truppe stattfand, hatten die beiden herzoglichen Kontingente, die nun miteinander verbunden waren, seit dem 26. April mit der Beschießung der Burg von Noceto begonnen, wobei deren beide Verteidigungstürme zerstört wurden und die Verteidiger am 3. Mai zur Aufgabe gezwungen waren. Danach wurde die Burg selbst durch 300 Geschosse praktisch demoliert. Die Aktion in Noceto hatte ganz klar das Ziel, die Herren der Rossis zu entzweien, da diese Burg, wie die in Sant’Andrea, Carona und Roccalanzona als Verbindungspunkte zwischen der Ebene und dem Appennin gesehen wurden.

### Die Intervention von Venedig
Pier Maria II. hatte sich in der Zwischenzeit mit dem Venezianern darauf geeinigt, das sie jedes Interesse daran hatten, die Rebellion zu unterstützen, sei es, um ihre Einflusssphäre auf Parma zu erweitern, sei es, um eine zweite Front im Krieg um Ferrara zu eröffnen, in den sie damals verstrickt waren, mit dem Ziel, die Truppen Mailands von ihren Grenzen fernhalten zu können. Im Monat Mai wurde Antonio Bragadin von der Regierung der Republik [Venedig] zu Pier Maria II. de’ Rossi geschickt, um ihn zum Widerstand zu drängen und ihm Hilfe im Kampf zuzusichern; bei diesem Treffen wurde ihm mitgeteilt, dass seine Familie in das venezianische Patriziat aufgenommen würde. Was die Männer angeht, stand diese Hilfe lediglich auf dem Papier und reduzierte sich nur auf ‚‘Ammurate Torelli‘‘, der sich mit 100 Infanteristen den Truppen der Rossis anschloss. Die Venezianer, die nicht direkt eingreifen konnten, kamen auch mit Obietto Fieschi überein, Truppen zur Unterstützung der Rossis auszuheben, aber Fieschi einigte sich im Verborgenen mit den Herzoglichen und verriet die Venezianer, wodurch er die Lage der Truppen der Rossis noch prekärer machte. Auf dem wirtschaftlichen Gebiet allerdings war die Hilfe der Venezianer dagegen sehr wichtig: Es gelang ihnen, Pier Maria II. de’ Rossi über die Republik Genua umfangreiche Zahlungen zur Anwerbung von Soldaten und zur Fortsetzung des Krieges zukommen zu lassen.

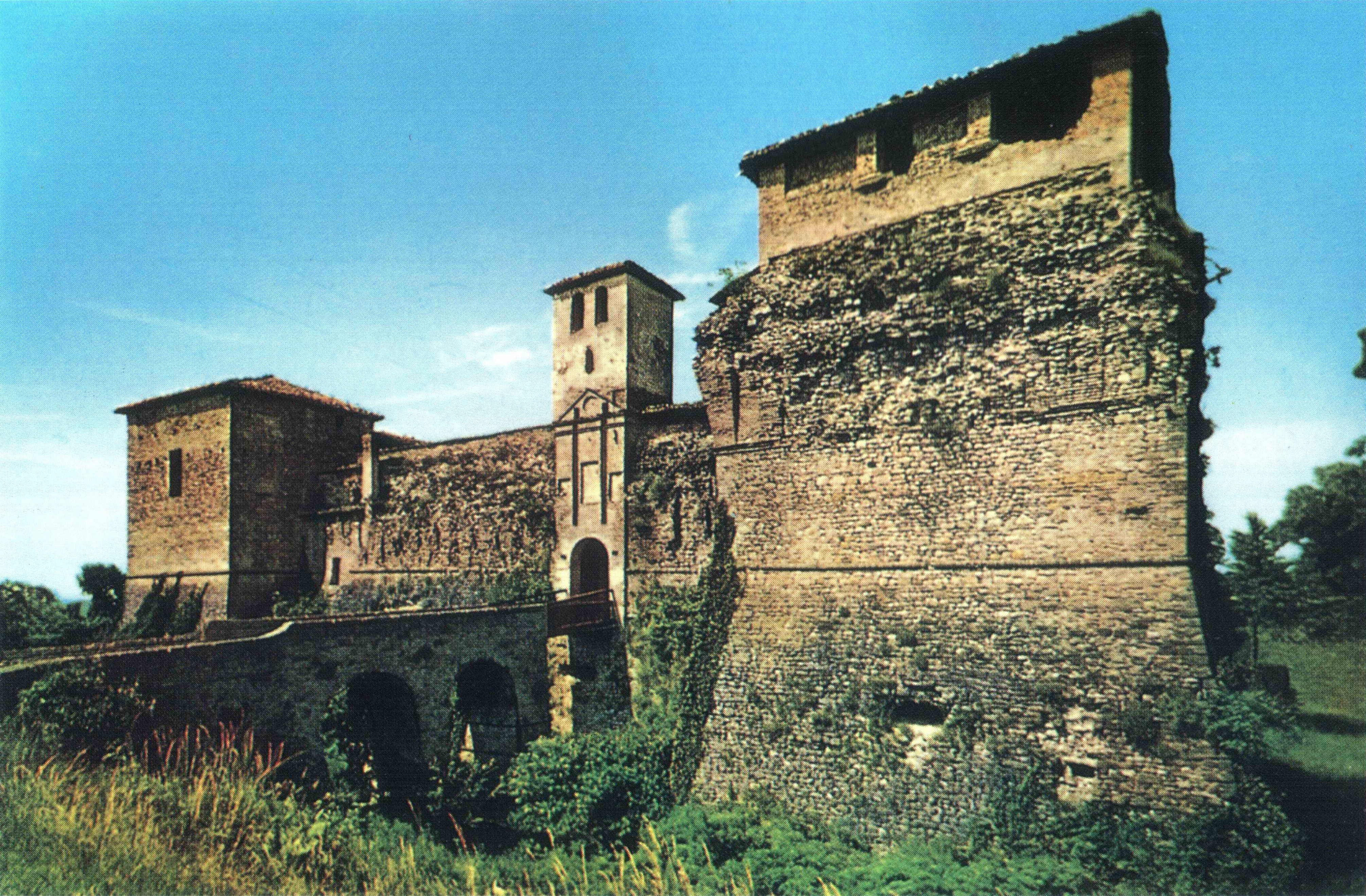
Castello di Felino, die Burg von Guido de’ Rossi in der Zwischenphase des Krieges

Die Hilfe von Venedig für die Rossis war jetzt offensichtlich und zwang Mailand, sich vor einer möglichen venezianischen Bedrohung an der östlichen Staatsgrenze zu schützen, indem man ein Kontingent Soldaten unter der Führung von Costanzo Sforza schickte, während unter dem Druck der antivenezianischen Liga, die im Krieg gegen die Serenissima frische Truppen benötigte, auch Trivulzio mit seinen Bewaffneten abgezogen und dem Herzog von Urbino zur Verfügung gestellt wurde, sodass nur noch ‚‚Bergamino‘‘ mit 600 Mann gegen die Rossis kämpfte.

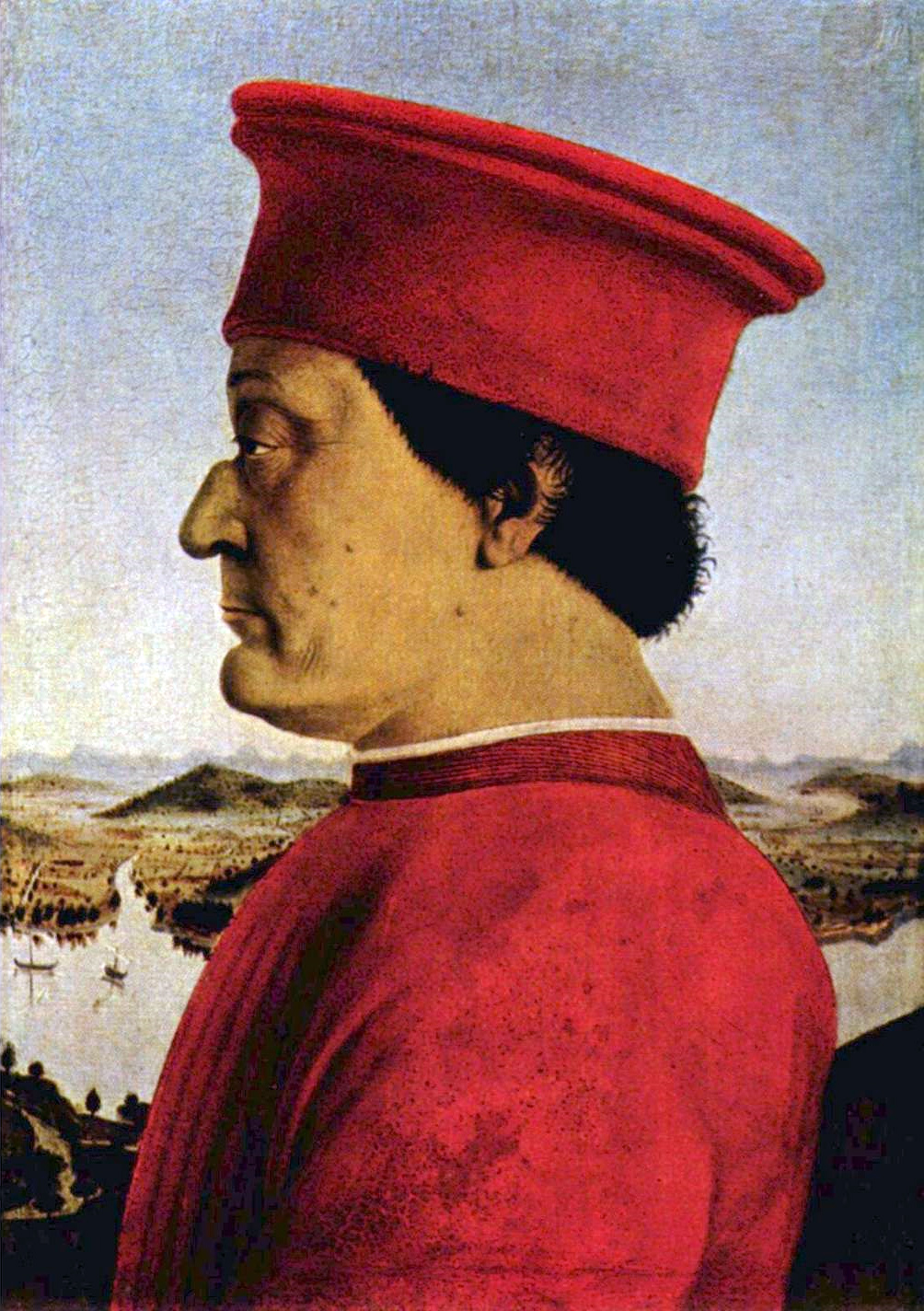
Federico da Montefeltro, der Herzog von Urbino und Kommandant der Liga gegen Venedig im Krieg um Ferrara, wurde nach Felino geschickt, um mit Guido de’ Rossi einen Friedensvertrag auszuhandeln.

Am 13. Mai versuchte Pier Maria II. de’ Rossi den Überfall auf die Stadt, um sich für die Verfolgung und Vertreibung der Männer seiner Fraktion aus Parma zu rächen. Er griff sie von zwei Seiten an und es gelang ihm, sich der Porta di San Francesco zu bemächtigen, riesige Beute zu machen und, nachdem er durch die Mauer in das Viertel an der Porta San Michele vorgedrungen war, es in Brand zu setzen. Am 17. Mai wurde ein nächtlicher Angriff auf Parma durchgeführt, während Della Vella, der die Garnison der Stadt befehligte, Truppen zur Zerstörung des Umlandes von Felino auf dem Gebiet der Rossis schickte. Ebenfalls im Mai verschaffte ein Angriff der Rossis aus San Secondo auf Fontanellato Pier Maria II. eine weitere, bemerkenswerte Beute. Später war wieder Parma das Ziel eines weiteren Angriffs, den Guido de‘ Rossi und Ammuratte Torelli vom Castello di Felino ausgehend, führten. Dieser Vorstoss, der Ende Mai durchgeführt wurde, verursachte große Zerstörung in der Stadt und veranlasste den Ältestenrat, beim Herzog von Mailand dringend um Verstärkung zu bitten. Dieser versprach seinerseits, den Markgrafen von Montferrat, Bonifacio III., mit 500 Bewaffneten und Obietto Fieschi mit einigen Kontingenten zu schicken.
Während der Gegenangriff der Rossis sich vorwiegend auf Parma konzentrierte, entbrannte der Krieg auf dem Umland und war durch einige Erfolge der herzoglichen Truppen gekennzeichnet: Sforza Secondo Sforza hatte das Castello di Sant’Andrea durch den Verrat der Verteidiger kampflos eingenommen und bemächtigte sich in selber Art und Weise am 13. Mai des Castello di Carona. Ermutigt durch die ziemlich schnelle Einnahme der beiden Appenninfestungen wandte sich der Kommandant der herzoglichen Truppen dem Castello di Roccalanzona, dem letzten Bollwerk der Rossis über dem Tarotal zu, wo ihm die Verteidiger, die im Unterschied zu den beiden vorhergehenden Fällen entschlossen waren, Widerstand zu leisten, ihm den Weg versperrten. Nach einer kurzen Belagerung stellte er fest, dass es unmöglich war, die Burg einzunehmen, und die herzoglichen Truppen zogen sich nach Parma zurück.
Der Herzog von Urbino, Federico da Montefeltro, befürwortete eine Einigung mit den Rossis, weil er größeres Engagement der Mailänder im Krieg gegen Venedig wünschte. Am 1. Juni schickte er einen seiner Boten nach Felino, um mit Guido de‘ Rossi und Ammuratte Torelli die Bedingungen für einen Friedensvertrag auszuhandeln, ohne aber einen befriedigenden Kompromiss zu erreichen.

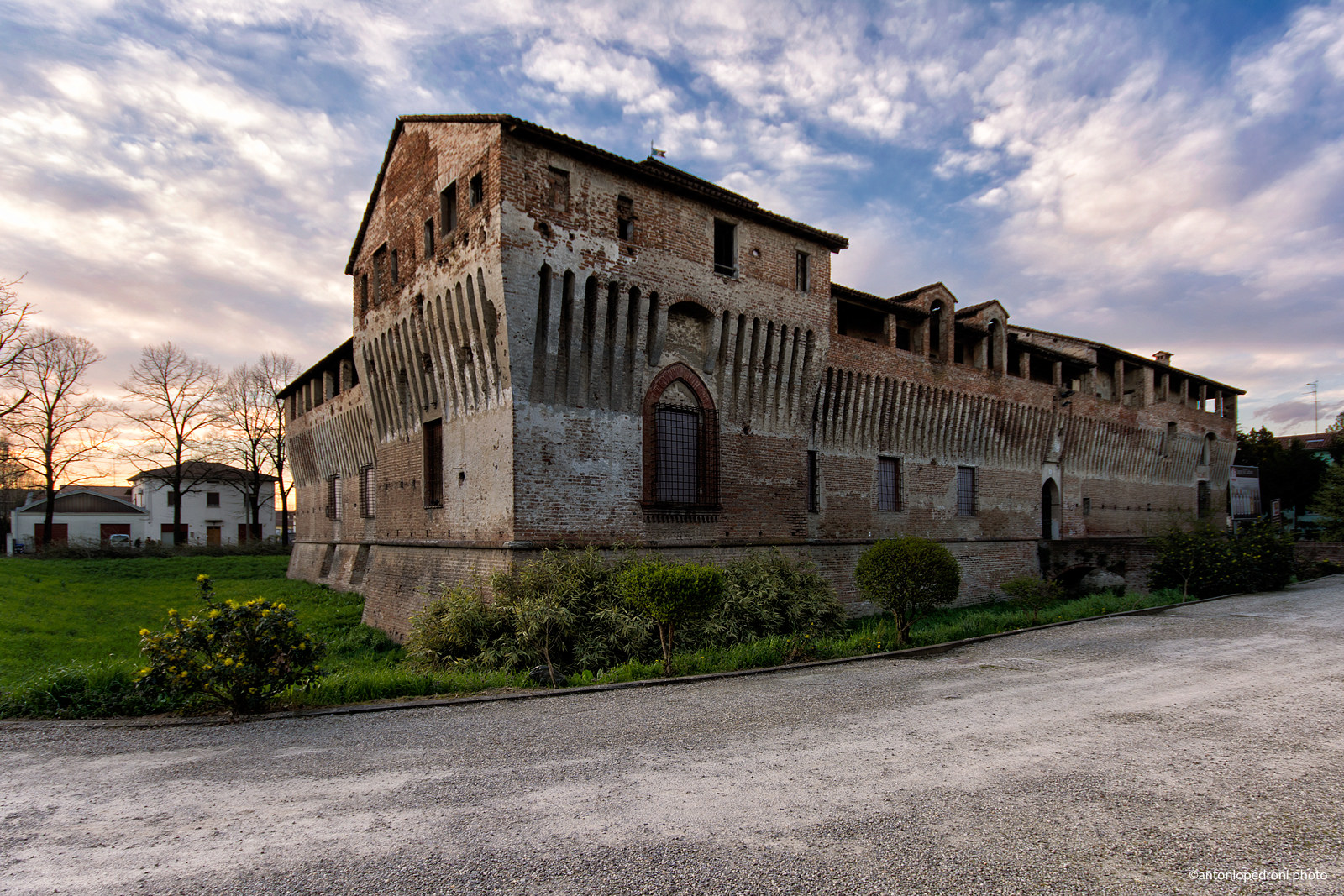
Rocca dei Rossi in Roccabianca

Im Juni versuchte Sforza Secondo Sforza, die Taktik zu ändern und griff die Rocca di San Secondo, die direkt von Pier Maria II. verteidigt wurde und Residenz seiner Familie war, direkt an, aber die Mailänder, die von den Rossis überraschend angegriffen wurden, mussten ihr Lager bis nach ‚‚Grugno‘‘, in das von den Sanvitales beherrschte Gebiet von Fontanellato, zurückverlegen, litten aber weiterhin an den Angriffen der Truppen der Rossis, die laufend den Tross der herzoglichen Armee belästigten und gleichzeitig das Gebiet von Fontanellato verwüsteten.
Am 18. Juni dagegen war es Guido de’ Rossi, der plötzlich die Belagerer angriff, die aus dem Castello di Felino kamen. Diese Blitzaktion überraschte die Truppen der Sforzas, die sich hastig bis nach Carignano zurückzogen und dort ihr neues Lager aufschlugen, wobei sie im alten Lager viele Zelte, Ausrüstungsgegenstände und Lebensmittel zurückließen. Als Sforza Secondo Sforza erkannte, dass es unmöglich war, die beiden Eckpfeiler, die Rocca di San Secondo und das Castello di Felino, zu erobern, führte er seine Truppen zum Castello di Basilicanova und setzte dieses unter Belagerung, aber Guido de‘ Rossi, der nun frei von Abwehraufgaben war, nutzte die Gelegenheit, das Castello di Carona überraschend anzugreifen und es zurückzuerobern. In der Zwischenzeit kapitulierte die Besatzung des Castello di Basilicanova wegen des Verrats der Verteidiger und die Herzoglichen bewegten ihr Heer in Richtung der Burg von Roccabianca, die am 25. Juli ebenfalls fiel.

### Der Tod von Pier Maria II. de’ Rossi und das Ende der ersten Kriegsphase

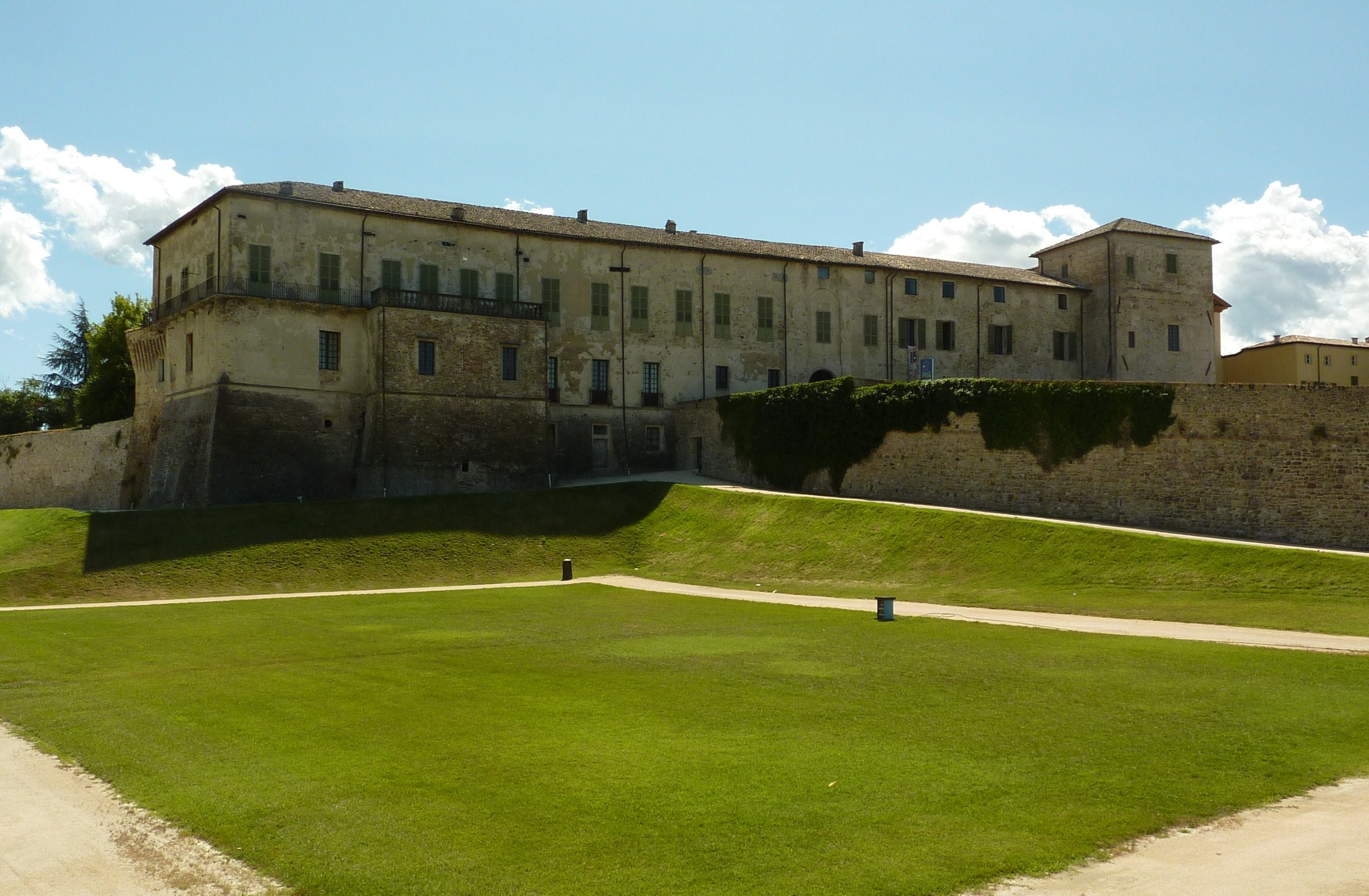
Rocca Sanvitale in Sala Baganza: Ammuratte Torelli starb während der erfolglosen Belagerung.

Während der Krieg die Gesundheit von Pier Maria II. de‘ Rossi schädigte, der sich verbarrikadiert hatte, um die Festung zu verteidigen, verschlechterte sich diese so rapide, dass Rossi nicht mehr imstande war, die Truppen in der Ebene zu kommandieren; er nutzte die Gunst der Dunkelheit, entkam über einen Geheimgang, wurde in einer Sänfte aus der belagerten Burg von San Secondo getragen und begab sich, eskortiert von einem Heer von Bewaffneten, ins Castello di Torrechiara. Guido dagegen, der kein Vertrauen in die Loyalität der in der Hauptresidenz der Rossis zurückgelassene Garnison hatte, zog mit einer großen Zahl von Bewaffneten dorthin, um die Verteidigungsschlacht um diesen letzten Eckpfeiler der Ebene fortzuführen.

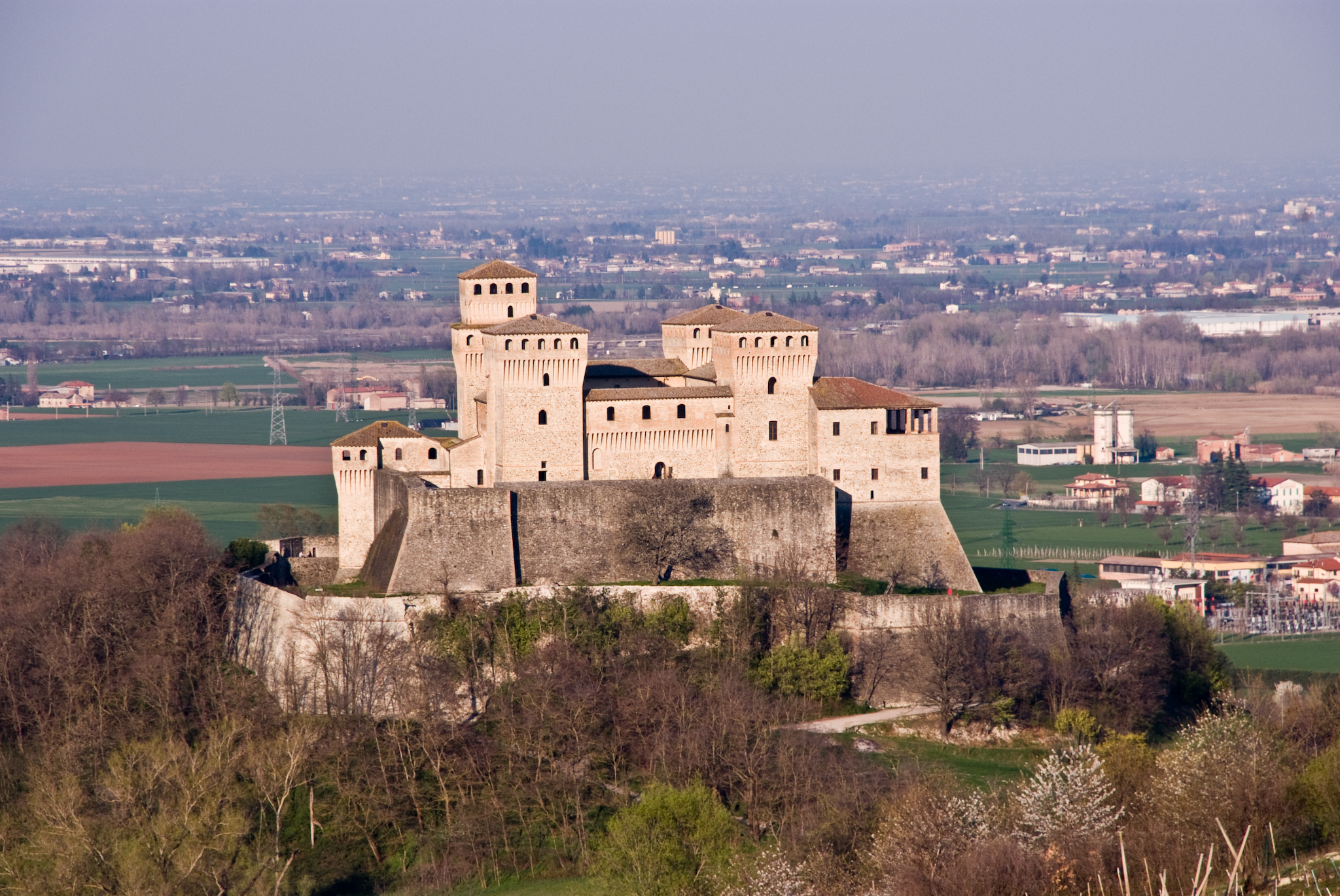
Castello di Torrechiara

Am 2. August begab sich ein Botschafter der Herzoglichen zu Pier Maria II. in das Castello di Torrechiara, um einen Friedenspakt auszuhandeln, verlangte aber, dass dieser seine Allianz mit der Republik Venedig aufgäbe. Pier Maria II. schlug den Vorschlag aus und forderte die Truppen von Mailand auf, die Provinz Parma zu verlassen, damit er den Pallavicini, seinen wahren Feinden, ohne Einmischung von außen gegenübertreten könnte, da er glaubte, dass diese die wahren Schuldigen an dem Bürgerkrieg wären, der die Provinz Parma auseinandergerissen hätte.
Die bereits angeschlagene Gesundheit des 69-Jährigen Pier Maria II. verschlechterte sich zusehends, sodass Guido am 22. August zum Krankenbett des Vaters eilte, aber dann hastig nach San Secondo zurückkehren musste, da bekannt wurde, dass Verstärkungstruppen aus Mailand eingetroffen waren, die von Bonifacio III., dem künftigen Markgrafen von Monferrat, angefordert hatte. Guido de’ Rossi gelang noch einmal ein wichtiger Sieg, indem er die vereinigte Armee bis nach Roccabianca zurückschlug. Dennoch war dies das letzte Aufbäumen der Rossis: Am 1. September starb Pier Maria II. in Torrechiara, während die Hilfe der Venezianer in Soldaten, aber vor allen Dingen, wie bereits erwähnt, in Geld, von den Genuesern blockiert wurde. Kurz danach verlor auch Amuratte Torelli sein Leben bei der erfolglosen Belagerung der Rocca Sanvitale in Sala Baganza, die in einer umstrittenen Verwandtschaftsverflechtung von Donella Rossi verteidigt, der Tochter von Pier Maria II. und Gattin von Gilberto Sanvitale, der in dieser Situation von seinem Wohnsitz abwesend war, da er an einer anderen Front eingesetzt war.
Nach dem Tod von Pier Maria II. trat Bertrando de’ Rossi in den Besitz der Burgen im Appennin ein, wie es das väterliche Testament von 1480 vorsah, das zu seinen Gunsten das anfängliche Testament von 1464 ersetzte, das durch den vorzeitigen Tod von Bernardo überholt war. Der neue Besitzer verbündete sich mit den Herzoglichen und den Pallavicini gegen seinen Bruder Guido, gegen den er sich immer gewehrt hatte, und im Gegenzug erhielt er das Recht, die Herrschaft über sein Land aufrechtzuerhalten. Die zahlenmäßige Überlegenheit der Herzoglichen war nun entscheidend, nur die Truppen von Bonifacio III. bestanden bereits aus 1200 Berittenen und 5000 Fußsoldaten. Am 6. September versuchte Guido einen weiteren Angriff auf das feindliche Lager, war aber aufgrund der überwältigenden Anzahl von Gegner gezwungen, sich zurückzuziehen; inzwischen schickte sich Sforza Secondo Sforza an, die Rocca di Stellata in der Provinz Ferrara gegen die Angriffe der Venezianer zu verteidigen, wobei er die Aufgabe der Belagerung von San Secondo den Truppen von Bonifacio III. überließ. Gegen Mitte September hämmerten fünf große Bomben gegen die Mauern der Festung, die von Guido verteidigt wurde, während die Verteidiger weiterhin Böschungen bauten und die Breschen reparierten, die von den unausgesetzten Artillerieangriffen geschlagen worden waren. Am 8. September starb der Kommandant an der Spitze der Truppen von Bonifacio III., Antonio del Vasto, der Sohn von Ludovico I., des Markgrafen von Saluzzo, von einer Schlagwaffe getroffen. Wenig später wurde Bonifacio Lupi di Soragna umgebracht.

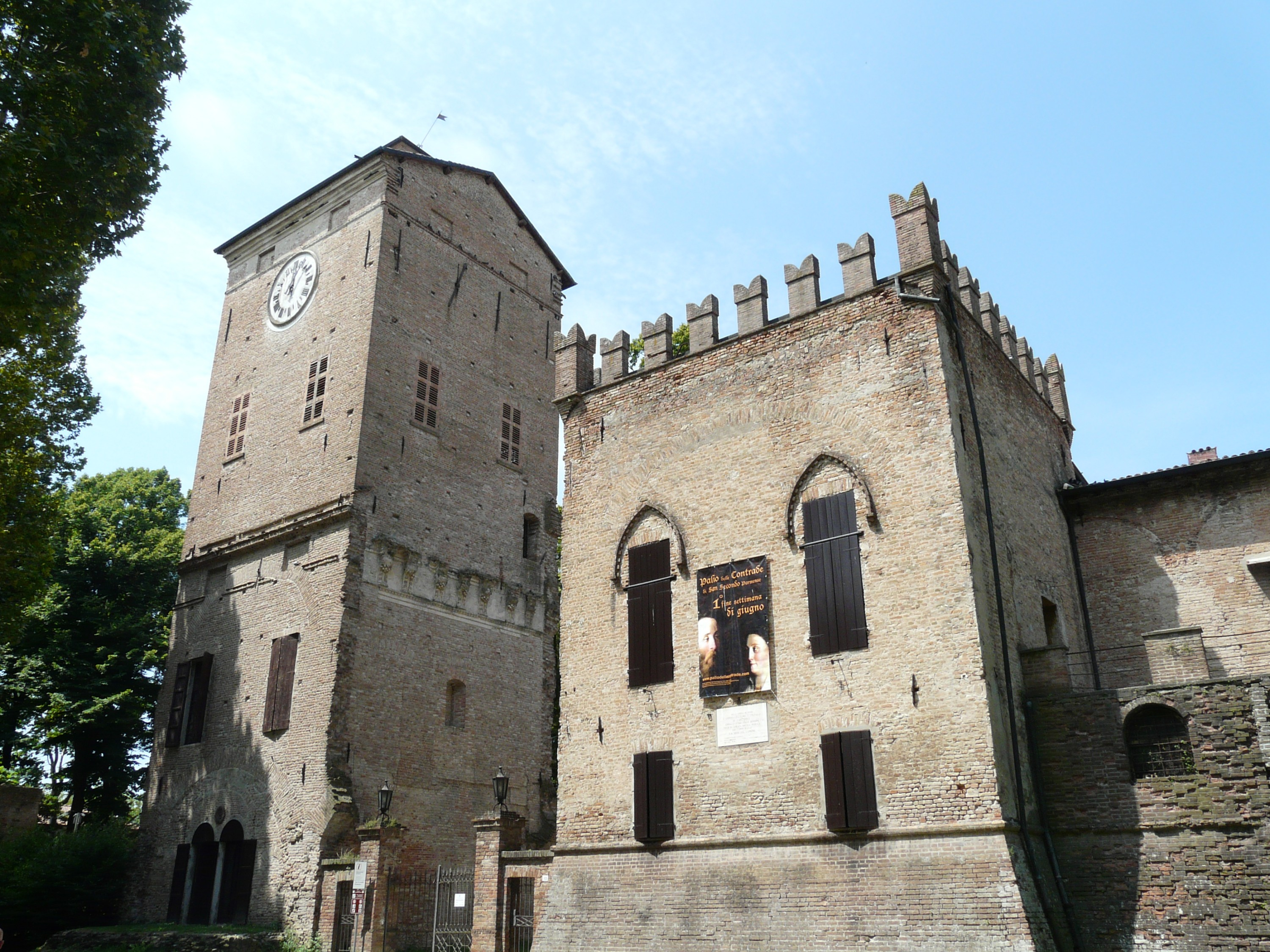
Rocca dei Rossi in San Secondo; ihre Kapitulation beschloss die erste Phase des Konfliktes

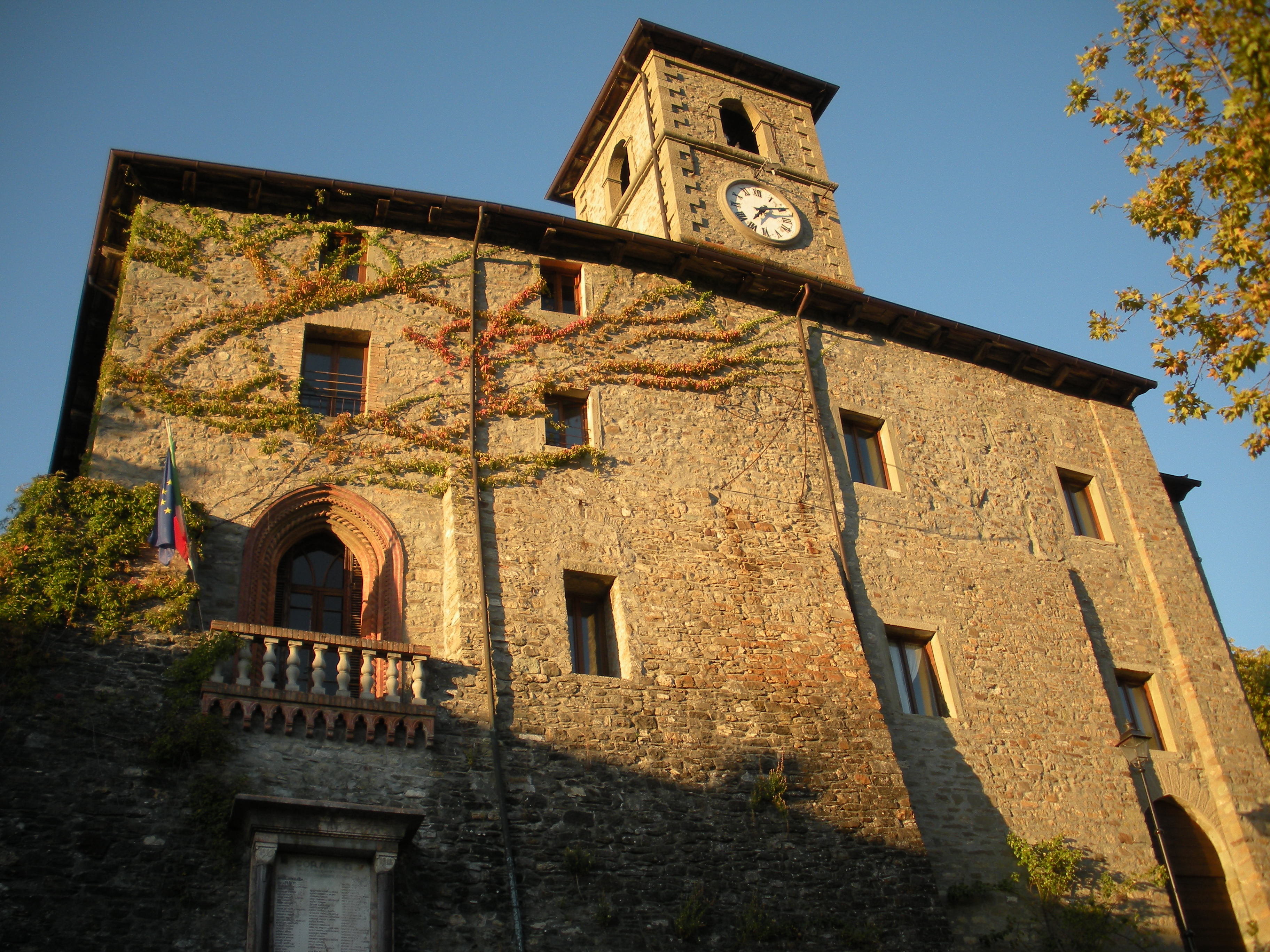
Das Castello di Corniglio widerstand den Angriffen von Obietto Fieschi, bis die Belagerung aufgehoben wurde.

An der Appenninfront rückte Obietto Fieschi nach der Unterbrechung mit der Hilfe von Bertrando de’ Rossi, der die Passage über seine Territorien erlaubte, auf Bosco di Corniglio vor, dessen Burg er in den ersten Oktobertagen eroberte. Am 5. Oktober griff er das Castello di Corniglio an, ohne es jedoch einnehmen zu können, bevor der Waffenstillstand unterzeichnet wurde.
In San Secondo waren in der Zwischenzeit die Belagerer mit der Trockenlegung des „Taro morto“ vorangekommen, des Altwassers des Taro, indem er die niedrig gelegenen Landstriche entwässerte, immer voll Wasser war, das zur Versorgung der Gräben der Festung genutzt wurde; inzwischen hatten sie die Mauern und Böschungen der Festung schwer beschädigt. Guido war an der Verteidigung der Festung mangels Geld, Lebensmittel und Munition verzweifelt und versuchte am 12. Oktober im Schutz der Dunkelheit aus San Secondo zu fliehen, wurde aber aufgrund unvorhergesehener Ereignisse entdeckt und musste sich zurückziehen. Die Verteidiger hatten jedoch von dem Fluchtversuch erfahren und beschlossen daher, Guido den Rücken zu kehren, der so gezwungen war, sich in das herzogliche Lager zu begeben, um die Übergabe der Festung mit Bonifacio III. zu verhandeln. Man beschloss, die Belagerung unter der Bedingung aufzuheben, dass Guido keinerlei Bewaffnete mit sich nahm, dem Herzog die Treue schwur und seinen Sohn Filippo Maria als  Geisel nach Mailand schickte. Im Gegenzug konnte Guido die Besitzungen behalten, die ihm sein Vater in seinem Testament von 1464 vererbt hatte. Einerseits hatte Guido, wie schon erwähnt, in diesem Moment keine andere Wahl, da es in der Burg von San Secondo keine Lebensmittel und keine Munition mehr gab und die Hilfe vonseiten der Venezianer neutralisiert worden war, andererseits waren auch die Herzoglichen daran interessiert, Frieden zu schließen, weil sie ihre Truppen in die Provinz Ferrara verlegen mussten.

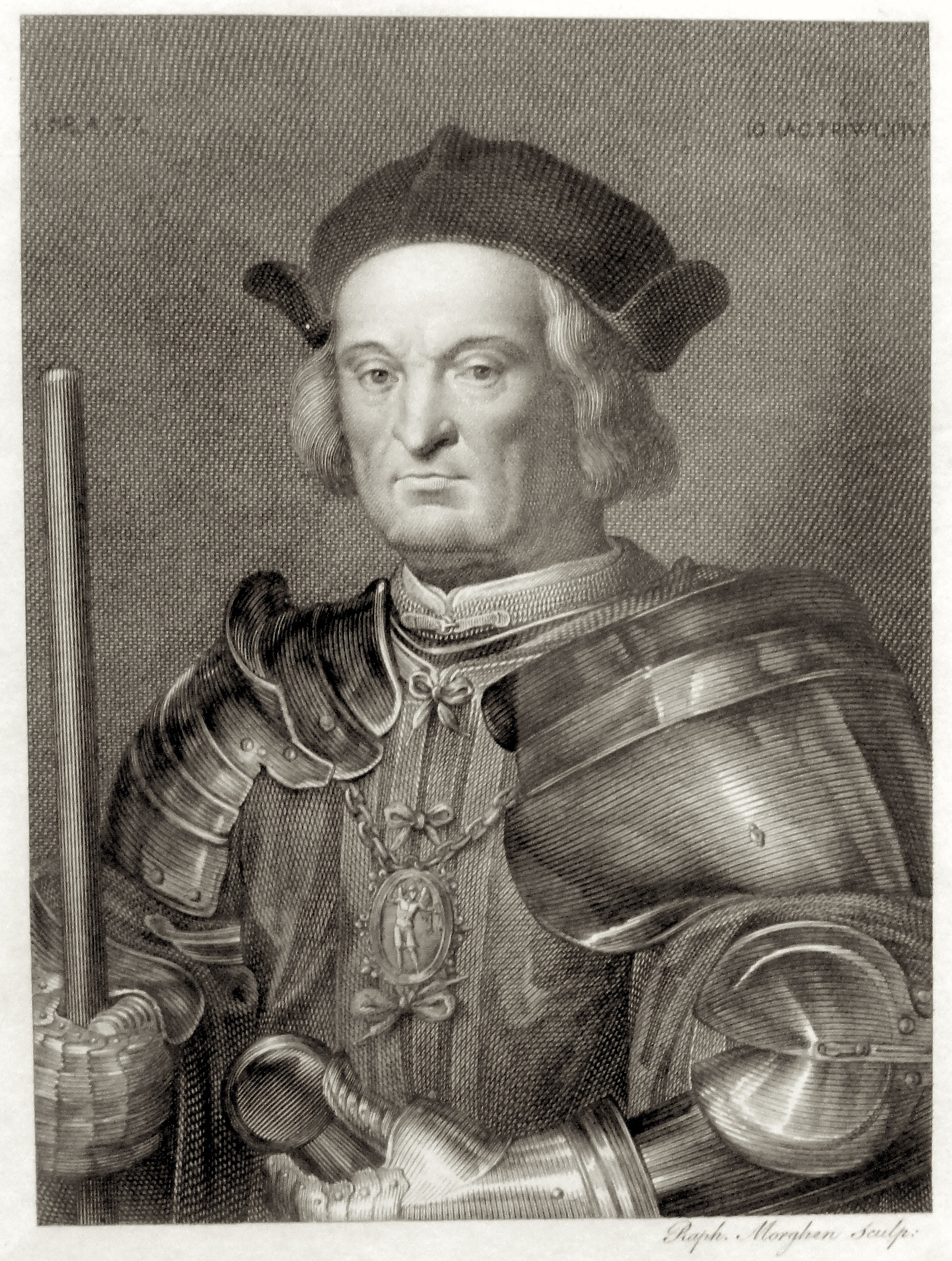
Gian Giacomo Trivulzio, Kommandant an der Spitze der herzoglichen Truppen in der zweiten Phase des Krieges

### Der kurze Waffenstillstand, die Wiederaufnahme des Krieges und die endgültige Niederlage der Rossis
Der Friede, der zwischen Guido und Bonifacio III. vereinbart wurde, war aber nicht von Dauer: Die Feindseligkeit einiger Brüder gegenüber dem Frieden, speziell die von Giacomo, der von den Venezianern dazu angestachelt wurde, den Krieg fortzusetzen, das Bündnis mit dem Protonotar Torelli und das Treffen mit einem Boten aus Venedig in Torrechiara bewegte die Mailänder dazu, Guido de‘ Rossi am 18. Januar 1483 erneut zum Volksfeind zu erklären.
Ende April 1843 zog eine starke Armee unter dem Kommando von Sforza Secondo Sforza in die Provinz Parma. In der Zwischenzeit hatte Guido de’ Rossi, der von den Venezianern finanziert wurde, die Burg von San Secondo erneut befestigt und mit Bomben und Munition bestückt. Dennoch entschied sich Guido, als er von der Größe der Armee erfuhr, die sich auf ihn zubewegte, in die Provinz Piacenza, in das Nuretal, zu fliehen, um den Kampf fortzusetzen. In der Zwischenzeit begab sich Ludovico il Moro direkt in die Provinz Parma und setzte mit seinen Truppen das Castello di Felino unter Belagerung, das Mitte Mai fiel. Dann war das Castello di Torrechiara an der Reihe, dessen Belagerung unter der Führung von Gian Giacomo Trivulzio am 25. Mai begann. Die Burg fiel bald, nachdem bekannt geworden war, das Guido in die Provinz Piacenza geflohen war. Nun blieb den Rossis nur noch die Burg von San Secondo, die das herzogliche Heer, immer noch unter der Führung von Trivulzio, am 13. Juni 1483 erneut unter Belagerung nahm und die sich am 21. Juni 1483 endgültig ergab. Inzwischen war Guido, der aus dem Nuretal vertrieben worden war, gezwungen, ins ‚‚Sturla‘‘tal weiterzuziehen, das zur Republik Genua gehörte. Von dort aus floh er nach Venedig.

## Kriegsfolgen
Nach fast zwei Jahren Krieg wurden fast alle Besitzungen der Rossis, die Guido de’ Rossi geerbt hatte, konfisziert. Die einzige Ausnahme bildete das Castello di Roccalanzona, das unter die Kontrolle von Bertrando de‘ Rossi, des Grafen von Berceto gelangte. Guido floh nach Venedig und, obwohl er zu den Verhandlungen des Friedens von Bagnolo 1484 eingeladen wurde, gelang es ihm nicht, die Wiederzuteilung seiner Herrschaftsgebiete, für die die Einziehung und direkte Abtretung an Ludovico il Moro verfügt wurde, zu erreichen. Definitiv ist der Fall von Pier Maria II. und der Familie Rossi im Wesentlichen sowohl auf die Unmöglichkeit, direkte und effektive Hilfe von den venezianischen Verbündeten zu erhalten, als auch auf die Machtübernahme der gegnerischen Fraktion in Mailand, die die Beziehung zu den Pallavicini bevorzugte, zurückzuführen.
Von den Rossis profitierte nur Bertrando von dem Testament von 1464; es gelang ihm, seine Brüder zu betrügen, gegen den letzten Willen des Vaters zu handeln und dank seiner Allianz mit den Herzoglichen seine eigenen Besitzungen zu behalten. Giacomo und Guido, die den Kampf, unterstützt von Venedig, fortführten, verloren hingegen all ihr Eigentum. Die Sanvitales gelangten wieder in den Besitz des Castello di Noceto, aber vor allen Dingen die Pallavicini waren die großen Nutznießer des Falls der Fraktion der Rossis: Sie erhielten das Castello di Roccabianca und wurden vor allen Dingen die einflussreichste Familie in der Provinz Parma, eine hegemonistische Rolle, die sie bis zur Machtübernahme der Familie Farnese einnahmen. Guido de’ Rossi starb 1490 in Venedig und seinen Nachkommen gelang es trotz zahlreicher Versuche nicht, sich in den Besitz ihrer angestammten Lehen zu bringen; die einzige Ausnahme war Filippo Maria, der nach 1510 wegen seiner Treue zu Venedig die Herrschaft über Corniglio erhielt, was letztendlich jede Möglichkeit einer Wiedereinsetzung ausschloss. Eigenartigerweise waren es dagegen die Nachkommen von Giovanni de’ Rossi, des im Testament von 1464 von Pier Maria II. enterbten Erstgeborenen, denen es zum ersten wegen der Nichteinmischung in den Krieg und zum zweiten wegen der Allianz mit den Franzosen und der Freundschaft mit Trivulzio, der Guido zur endgültigen Kapitulation gezwungen hatte, gelang, wieder in den Besitz von San Secondo zu gelangen, das König Ludwig XII. zur Markgrafschaft erhoben hatte. Die Rossis von San Secondo, die Nachkommen von Giovanni, waren dank des Erbes, das ihnen Bertrando 1502 hinterlassen hatte, später im Stande, zahlreiche Festungen im Apennin wiederzuerlangen, aber ohne je wieder die Ausdehnung der Besitzungen oder das Prestige und den Einfluss der gesellschaftlichen Stellung zu erreichen, die ihre Vorfahren vor dem Krieg besaßen. Diese Rückgaben waren auf den Versuch der Franzosen zurückzuführen, mit einem treuen Verbündeten der übermäßigen Macht der Pallavicini in der Provinz Parma entgegenzutreten. Dennoch gelang es Troilo I. nie mehr, die Burgen von Felino, Roccabianca und Torrechiara wieder in Besitz zu nehmen, die somit für immer verloren waren.

## Sonstiges

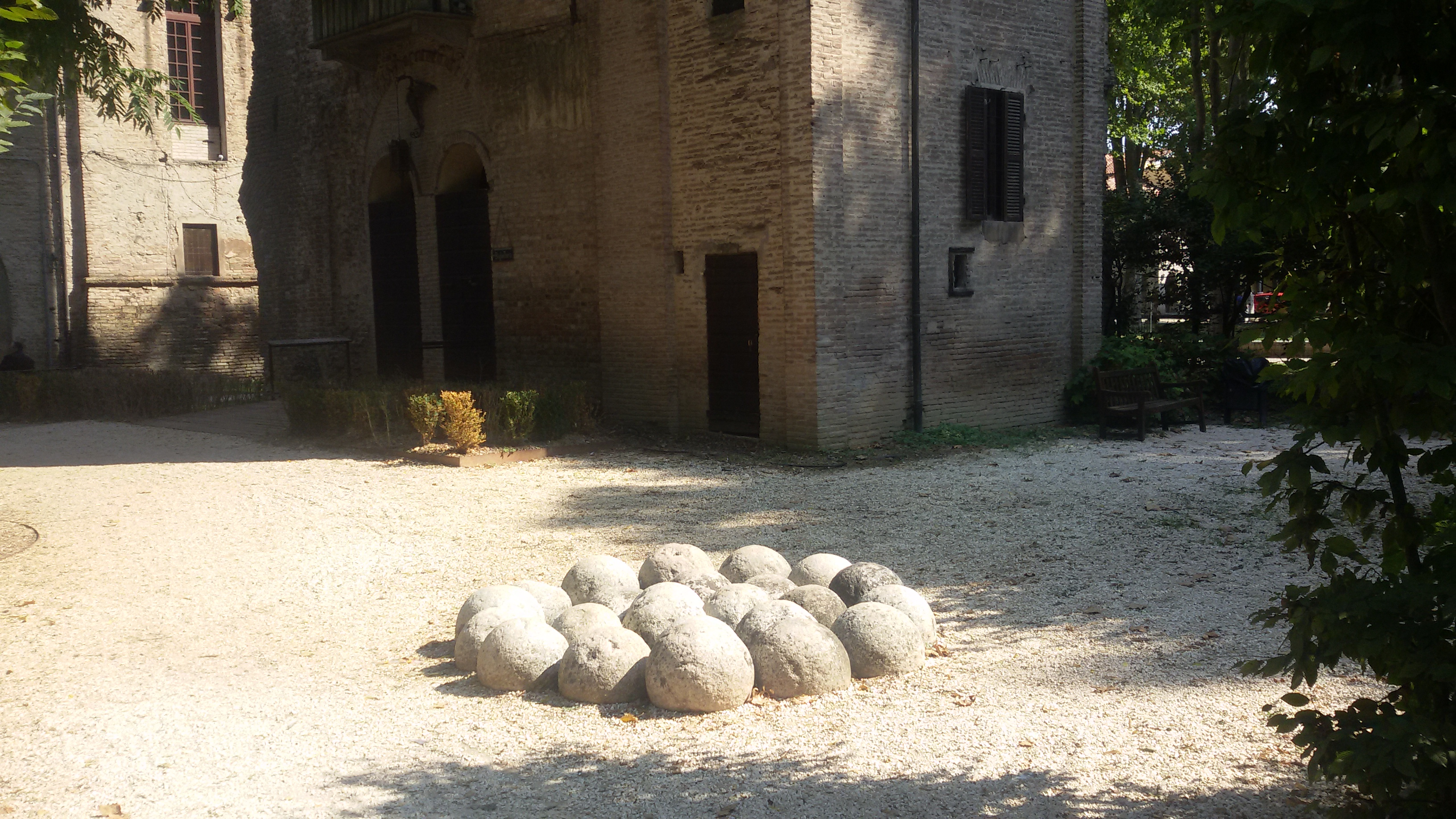
Kanonenkugeln im Park der Rocca dei Rossi in San Secondo Parmense

Im Park der Rocca dei Rossi in San Secondo Parmense liegen steinerne Kanonenkugeln, die einer örtlichen Sage nach aus den herzoglichen Bombardements stammen, denen die Burg im Krieg der Rossis unterlag.